# RTL Television
RTL (tot 2004 bekend als RTL Television) is een Duitse commerciële televisiezender die uitzendt vanuit Keulen. RTL Group is eigenaar van de zender. Echter, RTL Television wordt ook uitgezonden in delen van Oostenrijk, Zwitserland, Nederland en Luxemburg. Sinds 18 februari 2013 wordt RTL ook uitgezonden in België via Belgacom TV.

## Geschiedenis
De televisiezender startte op 2 januari 1984 in Luxemburg als zusterzender van de oorspronkelijke RTL Télé Lëtzebuerg in Luxemburg. De zender droeg aanvankelijk de naam RTL plus. In 1988 verhuisde RTL plus naar Keulen, RTL plus was bekend om zijn soft-erotische films. In de jaren negentig stopte de zender met de erotiekuitzendingen. De naam werd nadien nog geassocieerd met het genre. Daarom werd op 31 oktober 1992 de naam RTL plus veranderd in RTL Television, kortweg RTL. Echter, op 4 juni 2016 is via satellietpositie Astra 19,2°O opnieuw RTL Plus opgeschakeld; deze zender brengt voor het grote deel herhalingen die op RTL television reeds te zien waren. Op 15 september 2021 onderging RTLplus een naamsverandering. Sindsdien heet de zender RTLup.

## Programma's en presentatoren

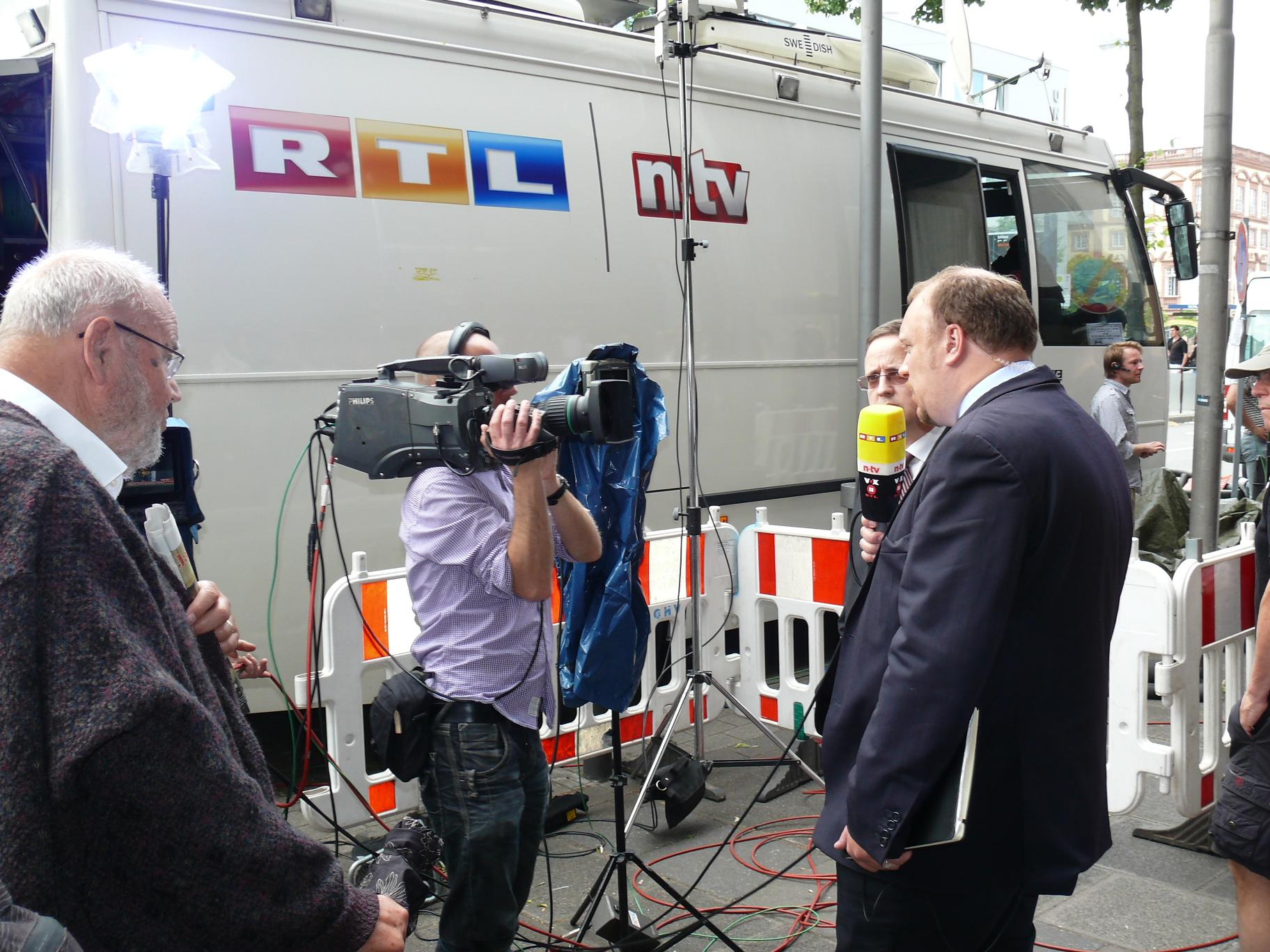
Crew van RTL bij de rechtbank in Mannheim

Enkele programma's die RTL Television uitzendt:
- Rechtstreekse uitzendingen van Vriendschappelijke interlands en EK/WK Kwalificatiewedstrijden van het Duits voetbalelftal
- Diverse live wedstrijden uit de UEFA Europa League
- Deutschland sucht den Superstar
- Let's Dance
- Das Supertalent
- Ich bin ein Star – Holt mich hier raus!
- RTL aktuell en RTL Nachtjournal (nieuwsuitzendingen)
- Spiegel TV
- Explosiv – Das Magazin
- Ninja Warrior Germany (spelshow, Duitse versie van Ninja Warrior NL, gebaseerd op Ninja Warrior)
- The Wall (spelshow, Duitse versie van BankGiro Loterij The Wall, gebaseerd op The Wall)
- Gute Zeiten, schlechte Zeiten (soapserie, mede gebaseerd op GTST)
- Wer wird Millionär? (spelshow, Duitse versie van Lotto Weekend Miljonairs, gebaseerd op Who Wants to Be a Millionaire?)
- Bauer sucht Frau (datingprogramma, Duitse versie van Boer zoekt Vrouw, gebaseerd op Farmer Wants a Wife)
- 7 Tage, 7 Köpfe (komisch programma, vroeger met Rudi Carrell)
- Alarm für Cobra 11 – Die Autobahnpolizei (politieserie)
- Medicopter 117 (serie over het leven van de doktoren van de traumahelikopter)
- Männer! – Alles auf Anfang (serie gebaseerd op de Nederlandse televisieserie Divorce)
- Unter uns (soapserie)
- Der Preis ist heiß (Duitse versie van Prijzenslag, gebaseerd op The Price Is Right)

Ook had RTL grote shows die in Nederland bedacht zijn, enkele shows werden op het Media Park in Hilversum opgenomen.
- Die 100.000 Mark Show (Staatsloterijshow)
- Traumhochzeit (Love Letters)
- Tut er's oder tut er es nicht (Doet-ie 't of doet-ie 't niet)
- Hausfieber (Homerun)
- 1 gegen 100 (Eén tegen 100)

Bekende presentatoren van RTL Television-programma's:
- Marco Schreyl, bekend van Deutschland sucht den Superstar
- Nazan Eckes, bekend van Deutschland sucht den Superstar en Explosiv – Das Magazin
- Daniel Hartwich
- Dieter Bohlen, bekend jurylid van Deutschland sucht den Superstar
- Günther Jauch, presentator van onder andere Wer wird Millionär?
- Peter Kloeppel, anchor van RTL aktuell
- Markus Lanz, vroegere presentator van Guten Abend RTL en van Explosiv – Das Magazin, nu werkzaam voor de publieke zender ZDF met programma's als Lanz kocht!, Wetten, dass..? en de talkshow Markus Lanz
- Sylvie van der Vaart, Nederlands presentatrice, bekend van Das Supertalent en Let's Dance